# Преступление и наказание (фильм, 1940)
«Преступление и наказание» — короткометражный игровой чёрно-белый фильм, снятый в 1940 году режиссёром Павлом Коломойцевым по комедии Михаила Зощенко. Вскоре после выхода картина была запрещена к показу. Лента пролежала на полке около пятидесяти лет и была возвращена на экран в 1989 году.

## Сюжет
Ранним утром в квартире заведующего кооперативом Горбушкина (Игорь Ильинский) появляется спекулянт, вручающий хозяину большую пачку денег за реализацию вынесенной накануне со склада партии сахара. Позже, во время завтрака, Горбушкин узнаёт из газеты, что в СССР начинается кампания по борьбе с растратчиками и расхитителями; злоумышленникам грозит суровое наказание — «вплоть до высшей меры». В тот момент, когда он с женой Нюшей (Мария Миронова) обсуждает новый «кодекс», в комнату входит милиционер. Он вручает заведующему кооперативом повестку и просит его пройти к следователю (Марк Бернес). От волнения Горбушкин не может прочесть текст документа; он не знает, что его вызвали не в качестве обвиняемого, а как свидетеля по чужому делу.
Жена Горбушкина, предполагая, что муж уже не вернётся и опасаясь конфискации имущества, вместе с братом Жорой (Владимир Лепко) организует распродажу всей мебели, хозяйственной утвари, картин и самой квартиры. Попутно Жора пытается устроить личную жизнь сестры и выдать её замуж за соседа. Горбушкин, вернувшись домой из прокуратуры, обнаруживает пустое помещение и соседа, облачённого в его костюм. Потрясённый хозяин квартиры восклицает: «Это чего в моей камере происходит?!»

## История фильма
Тема комедии «Преступление и наказание», — борьба с «несунами» и спекулянтами, — созданной Михаилом Зощенко в 1933 году, была весьма актуальной для литературы того времени: о растратчиках писали в рассказах и фельетонах Валентин Катаев, Ильф и Петров, Михаил Булгаков и другие авторы. В 1930-х годах зощенковская пьеса была опубликована и шла на сценах советских театров, однако её кинематографическая версия вызвала протест со стороны цензуры. Согласно циркуляру, выпущенному весной 1941 года и подписанному заместителем начальника управления пропаганды и агитации ЦК ВКП(б) Дмитрием Поликарповым, фильм «Преступление и наказание» запрещался к показу, потому что «сюжет картины построен на переживаниях расхитителя общественной собственности». В тот же список снятых с проката картин — за «искажённое изображение жизни советской интеллигенции и Красной Армии» — попала и лента Константина Юдина «Сердца четырёх».
Понимая, что с момента написания пьесы до времени её экранизации идеологические установки в стране изменились, создатели «Преступления и наказания» пытались «обезопасить картину»: так, если в комедии финал остаётся открытым, то в фильме брат Нюши недвусмысленно даёт понять, что Горбушкина всё равно ждёт скорая и неминуемая расплата. Однако злободневные изменения и дополнения уже не могли помочь ленте: по словам киноведа А. Филипповой, к концу 1930-х годов сатирические произведения уступили место бесконфликтным комедиям; кроме того, фамилия Зощенко сама по себе настораживала цензоров:

В 1940 году не только не выпустили эту киноленту, но и разругали, фактически уничтожили его комедию «Опасные связи». В 1943 году ещё более жестоко обрушились на повесть «Перед восходом солнца». Сегодня очевидно, что всё это были этапы сознательной и планомерной травли, завершившейся в 1946 году выходом постановления ЦК ВКП(б) «О журналах „Звезда“ и „Ленинград“».

## Художественные особенности
По словам А. Филипповой, режиссёрская работа Павла Коломойцева оказалась весьма интересной. Постановщик сумел создать сплочённую творческую группу, а художественный почерк сценаристов, герои которых говорят на «языке улицы», позволил актёрам импровизировать в кадре. Сравнивая «Преступление и наказание» с картиной «Не может быть!» (1975), одна из новелл которой была снята по той же пьесе Зощенко, киновед отметила, что Леонид Гайдай ставил фильм в стилистике своего времени (отсюда — некоторая тяга к «излишней утрированности, карикатурности»), тогда как Коломойцев шёл в русле изначального авторского замысла: «Актёры не перегибают палку в стремлении добиться большего обличительного пафоса. Насмешка над героями сочетается с сочувствием к ним, а достоверность исполнения — мягкой, тонкой характерностью».
Горбушкин-Ильинский по мере развития сюжета переживает множество эмоций: если в своей квартире он — самоуверенный начальник, то в прокуратуре — перепуганный маленький человек, с которого моментально слетают спесь и апломб. Ликование, которое герой испытывает по возвращении домой, уступает место гневу и доходящему до слёз отчаянию. Нюша также не линейна: героиня Мироновой, при всей её расчётливости, не лишена своеобразного обаяния. Такое же многообразие красок использовали актёры при создании образов жизнерадостно-хитрого Жоры и наивно-прагматичного соседа.

Фильм… повествующий о том времени, не кажется устаревшим, благодаря не только актёрам, но и всей атмосфере, в ней воссозданной. Внимание к обстановке умно и не нарочито, музыка, сопровождающая действие, легка и немного грустна… Всё вместе создаёт образ мира живого, реального, узнаваемого, порою пророчески предугаданного.

## В главных ролях
| Актёр           | Роль            |
| --------------- | --------------- |
| Игорь Ильинский | Горбушкин       |
| Мария Миронова  | Горбушкина Нюша |
| Владимир Лепко  | Жора, её брат   |
| Фёдор Курихин   | Сосед           |

### В титрах не указаны
- Следователь — Марк Бернес
- Покупатель — Георгий Тусузов
- Свидетель — Пётр Галаджев

## Съёмочная группа
- сценарий — Михаил Зощенко, Иван Попов
- режиссёр — Павел Коломойцев
- художник — Пётр Галаджев
- оператор — Евгений Шапиро
- композитор — Борис Ушаков
- звукооператор — Н. Рогов
- ассистенты:

режиссёра — П. Пивоваров
оператора — В. Валдайцев
- директор картины — Г. Райгородский